# Teatro Glória
Il Teatro Glória è uno storico edificio della città di Vitória in Brasile.

## Storia
L'edificio, progettato dall'ingegnere Ricardo Wright, venne eretto nel 1932. Venne inaugurato lo stesso anno con la proiezione del film L'allegro tenente del 1931.
Il palazzo è stato reinaugurato come centro culturale il 27 settembre 2014 con il nome di Sesc Glória.

## Descrizione
Il teatro si trova sull'Avenida Jerônimo Monteiro nel centro della città di Vitória.
Presenta uno stile eclettico.

## Galleria d'immagini

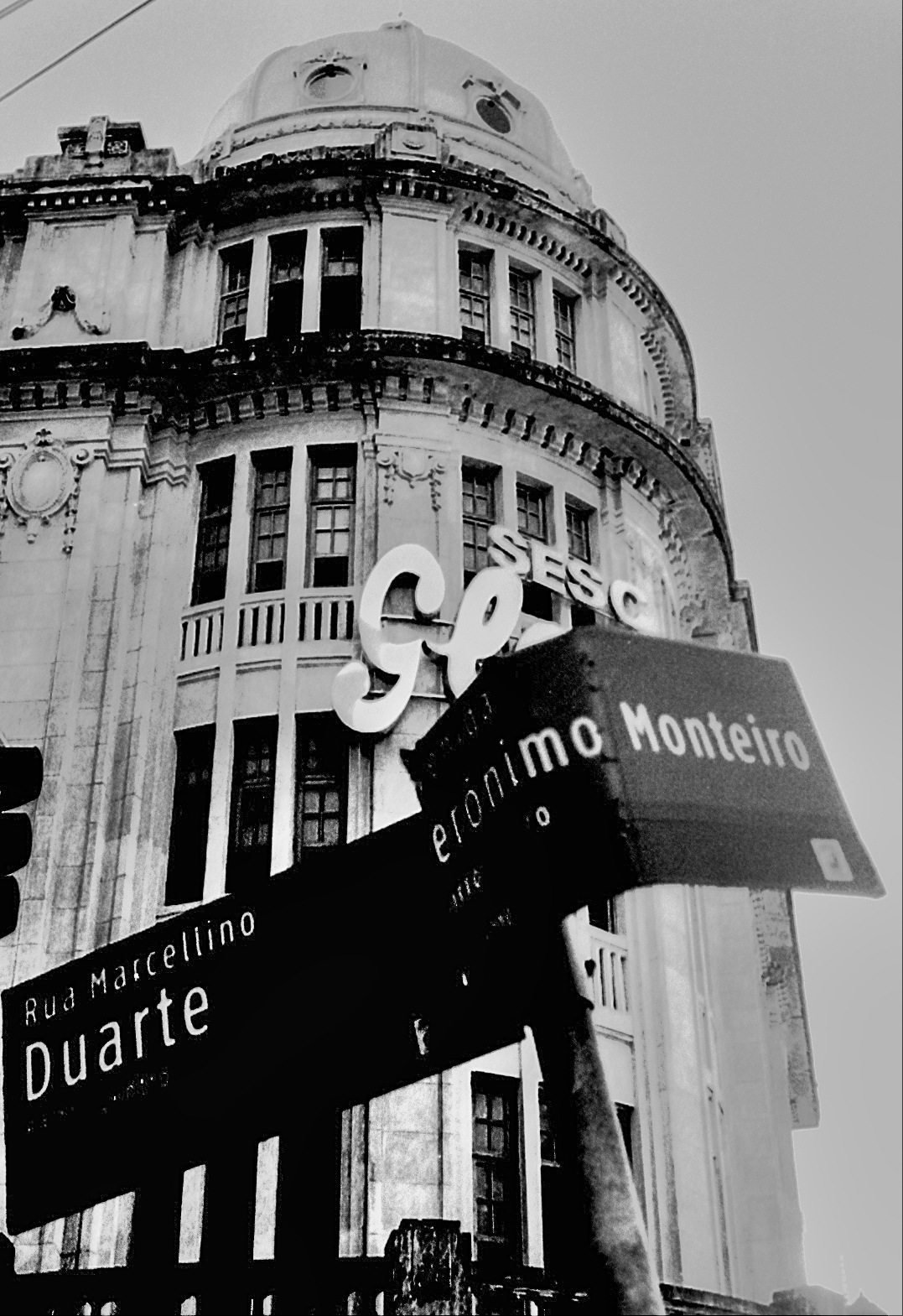
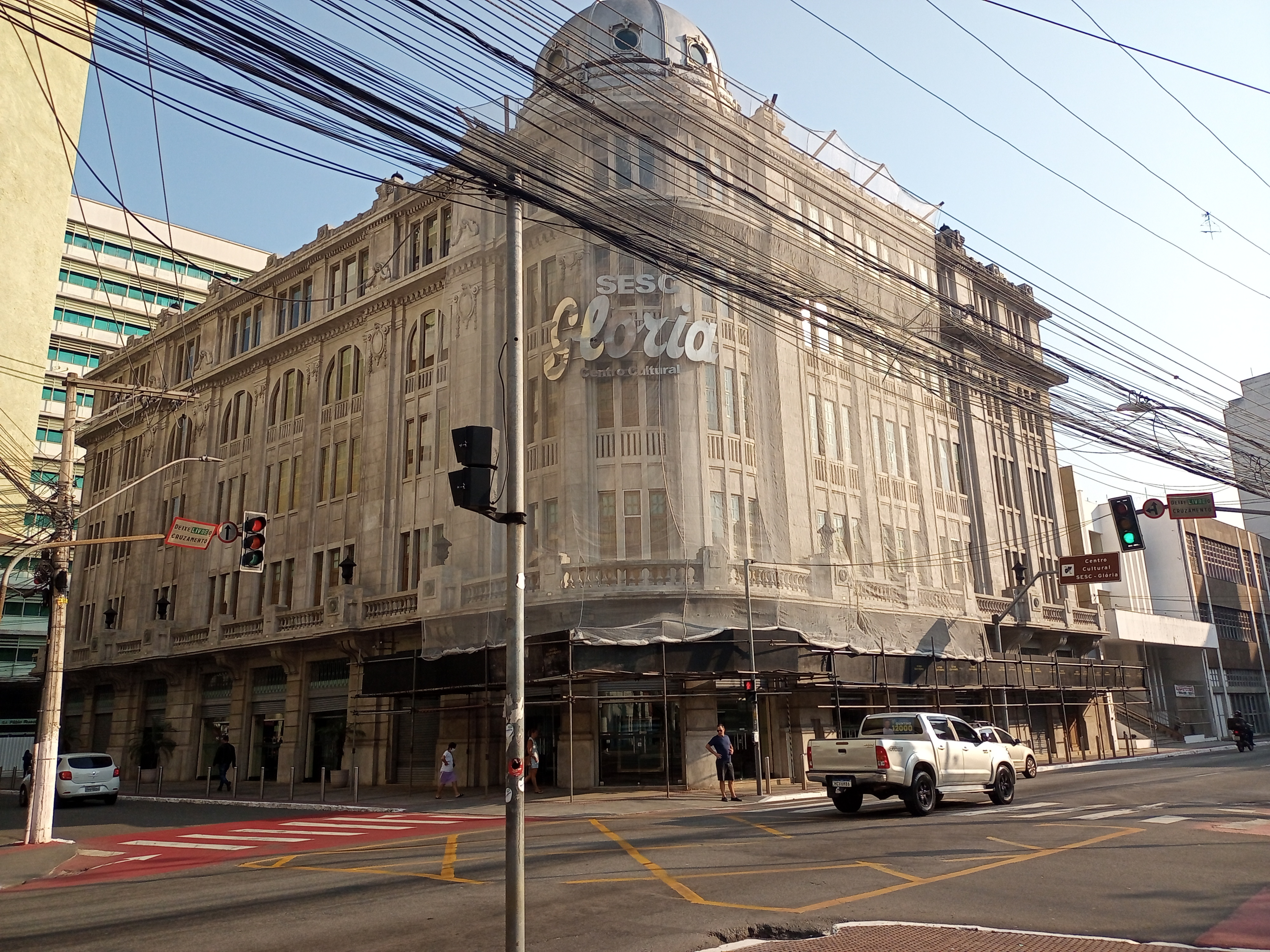
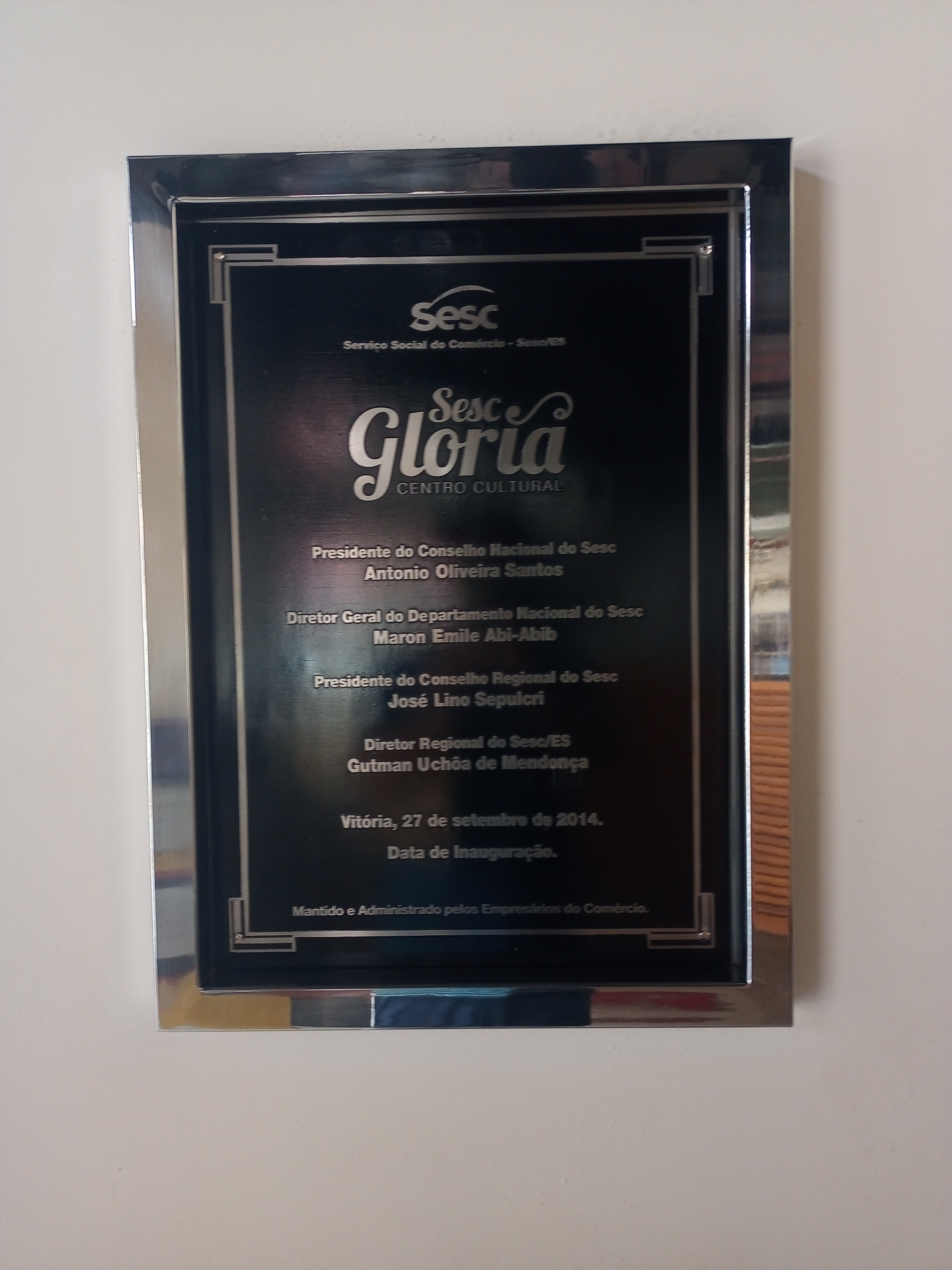